# George Bryant
Pour les articles homonymes, voir Bryant.
George Philip Bryant, né le 22 février 1878 à Melrose (Massachusetts) et mort le 18 avril 1938 à Marshfield (Massachusetts), est un archer américain.

## Biographie
George Bryant, avocat de profession et diplômé d'Harvard, pratique le tir à l'arc.
Aux Jeux olympiques d'été de 1904 se tenant à Saint-Louis, il est sacré champion olympique en double york round et en double american round. Il obtient aussi une médaille de bronze avec les Boston Archers, où évolue aussi son frère Wallace. Sa femme Edith est aussi une archère, remportant un titre national en 1912.
George Bryant est champion national de tir à l'arc en 1905, 1909, 1911 et 1912.